# Wincent Weiss
Wincent Weiss (Bad Oldesloe, 21 gennaio 1993) è un cantante tedesco.

## Biografia
Nato a Bad Oldesloe, è divenuto noto a livello nazionale in seguito alla sua partecipazione a Deutschland sucht den Superstar, la versione tedesca di Pop Idol, dove tuttavia non ha ricevuto ottimi esiti.
Ha visto la svolta commerciale nel 2015 grazie a Unter meiner Haut, una collaborazione con Gestört aber GeiL e Koby Funk, che ha scalato la Deutsche Singlechart fino al 6º posto, dove ha trascorso oltre un anno in classifica e ha ricevuto la certificazione di doppio platino con oltre 800 000 unità di vendita, e al 25º nella Ö3 Austria Top 40. Il suo primo album in studio Irgendwas gegen die Stille, pubblicato ad aprile 2017 attraverso la Vertigo Berlin, è stato trainato dagli estratti Musik sein e Feuerwerk, entrambi certificati disco di platino dalla Bundesverband Musikindustrie e oro dalla IFPI Austria, e Frische Luft. Al fine di promuovere il disco, che gli ha valso un MTV Europe Music Award come Miglior artista tedesco, è stata avviata una tournée autunnale, nonché un tour acustico che tenuto l'artista occupato nel febbraio 2018.
Nel 2018 ha vinto il premio Echo al miglior esordiente nazionale, mentre l'anno seguente è uscito l'album Irgendwie anders, che si è piazzato al 2º posto sia in Germania sia nella Schweizer Hitparade e all'8º in Austria. L'album è stato successivamente certificato oro dalla BVMI per le oltre 100 000 unità equivalenti in suolo tedesco ed è stato promosso dal tour omonimo.
L'anno seguente ha conseguito il ruolo di coach a The Voice Kids e il 7 maggio 2021 è stato messo in commercio il terzo disco Vielleicht irgendwann, che è divenuto il suo primo album numero uno in madrepatria e in territorio austriaco, conferendogli il suo miglior piazzamento in Svizzera e una statuetta nell'ambito del Goldene Henne.

## Discografia

### Album in studio
- 2017 – Irgendwas gegen die Stille
- 2019 – Irgendwie anders
- 2021 – Vielleicht irgendwann
- 2023 – Irgendwo ankommen
- 2023 – Wincents weisse Weihnachten

### Singoli
- 2015 – Regenbogen
- 2016 – Musik sein
- 2017 – Feuerwerk
- 2017 – Frische Luft
- 2018 – An Wunder
- 2018 – Hier mit dir
- 2019 – Einmal im Leben
- 2019 – Kein Lied
- 2020 – So gut (con gli Achtabahn)
- 2021 – Was habt ihr gedacht
- 2021 – Wie es mal war
- 2021 – Wer wenn nicht wir
- 2021 – Wo die Liebe hinfällt
- 2021 – Winter
- 2021 – Die guten Zeiten (con Johannes Oerding)
- 2022 – Morgen
- 2022 – Irgendwie auch nicht
- 2022 – Auf den Grund
- 2023 – Alleine bin
- 2023 – Bleiben wir
- 2023 – Spring (solo o con Fourty)
- 2025 – Langsam

### Collaborazioni
- 2015 – Unter meiner Haut (Gestört aber GeiL e Koby Funk feat. Wincent Weiss)